# Aedes indonesiae
Aedes indonesiae är en tvåvingeart som beskrevs av Mattlingly 1958. Aedes indonesiae ingår i släktet Aedes och familjen stickmyggor. Inga underarter finns listade i Catalogue of Life.